# Minori
Minori község (comune) Olaszország Campania régiójában, Salerno megyében. Az Amalfi-part többi településével együtt 1997 óta része az UNESCO világörökségének.

## Fekvése
Amalfitól keletre 3,5 km-re fekszik. Határai: Maiori és Ravello.

## Története
Az Amalfi-part egyik legrégebbi települése. Mai napig megtekinthetők az 1. századból származó római villák maradványai freskókkal, agyagkancsókkal stb. Eredeti neve Reghinna Minor. A középkorban az Amalfi Köztársasághoz tartozott.
Ugyancsak figyelemre méltó a Santa Trofimena-bazilika, amelyben Amalfi védőszentjeinek relikviáit őrzik. Minori mai napig a házi készítésű metélt tésztájáról, limoncellójáról valamint a papírműhelyeiről híres.

## Népessége
A népesség számának alakulása:

## Főbb látnivalói
- Santa Maria del Rosario-templom
- Santa Lucia-templom
- San Giovanni-templom
- SS. Gennaro e Giuliano-templom
- Santa Trofimena-bazilika